# 萨姆森 (亚拉巴马州)
萨姆森（Samson）是美国亚拉巴马州杰尼瓦县的一座城市。
根据2000年美国人口普查，共有2,071人，其中白人占77.11%、非裔美国人占20.42%。